# Allach-Untermenzing

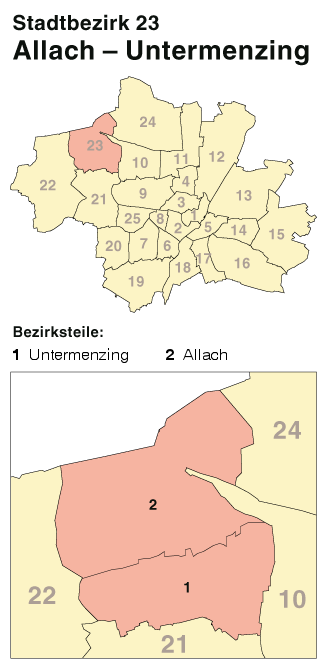
Position du quartier d´Allach-Untermenzing

Allach-Untermenzing (souvent simplement appelé Allach) est le nom de l´un des 25 secteurs de la ville de Munich en Allemagne. Ce quartier a été formé principalement à partir de l´ancienne ville d´Allach, existe depuis 1938 et a été conservé tel quel lors de la réorganisation de 1992.

## Histoire
Allach est mentionné pour la première fois en 774 sous le nom d´Ahaloh ce qui signifie littéralement la forêt au bord de l´eau. Cette ville fait partie des plus anciennes municipalités de Bavière. En 1818, Allach devient officiellement une ville indépendante.
Rattachée à la ligne de chemin de fer Nuremberg-Munich en 1892, la ville connait un développement important. La fabrique Junker & Co s´y installe notamment et, le 1er décembre 1938, la ville est englobée dans l´agglomération munichoise.
Pendant la Seconde Guerre mondiale, une annexe du camp de concentration de Dachau est créée à Allach le 17 mai 1944, principalement pour fournir une main d'œuvre à moindre coût à une usine BMW ou à l'entreprise de céramique Porzellan Manufaktur Allach.

## Source
- (de) Cet article est partiellement ou en totalité issu de l’article de Wikipédia en allemand intitulé « Allach-Untermenzing » (voir la liste des auteurs).